# Angénieux
Angénieux é uma empresa francesa que fabrica lentes fotográficas e cinematográficas.
Fundada em 1935 por Pierre Angénieux e nos anos 1950 desenvolveu lentes zoom para o mercado de câmeras de televisão, cinema e fotográfico, chegou também a produzir lentes para a NASA e para companhias tradicionais como a Kodak.
A empresa está estabelecida em Saint-Héand e em 2023 empregava cerca de 400 pessoas e custo médio de um lente da empresa vária de 10.000 a 100.000 euros por lente.

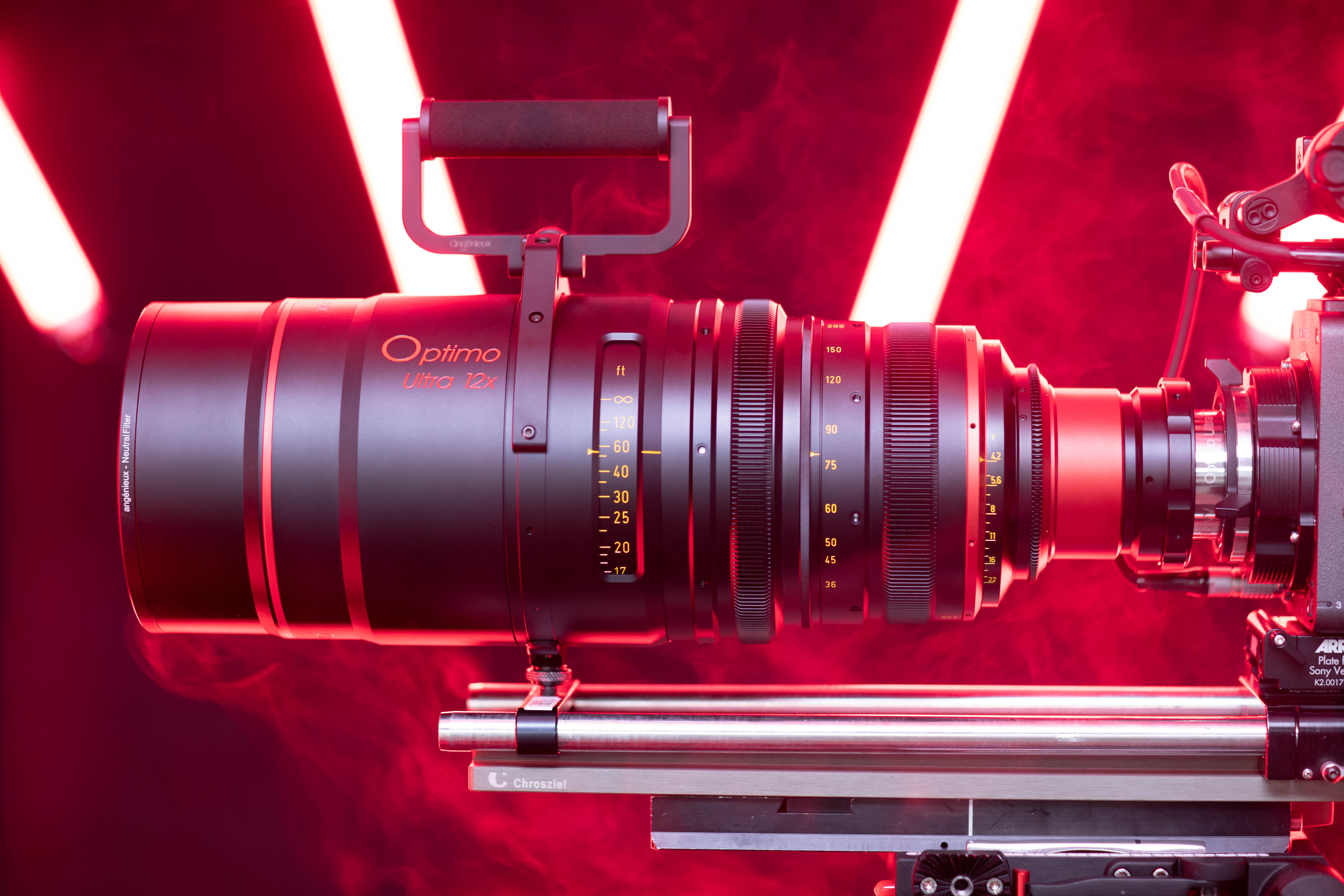
Lente fabricada pela Angénieux

Em 31 de julho de 1964 os equipamentos produzidos pela Angénieux foram ultilizadas para tirar as primeiras fotos de perto da lua com a sonda espacial Ranger 7.
Na missão espacial Apollo 11 em julho de 1969 que levou o primeiro homem a lua, as lentes da Angénieux foram utilizadas pelos astronautas envolvidos na missão, a NASA já utilizava os produtos da empresa desde 1961.
A série norte-americana Emily in Paris utilizou em todas as suas filmagens lentes produzidas pela Angénieux.
Em 1986 foi comprada pela Essilor e desde julho de 1993 a Angénieux pertence ao grupo industrial francês Thales Group.